# 賭神
《賭神》是1989年上映的香港電影，由王晶導演，周润发、劉德華、王祖賢、张敏主演，香港票房總收入3706萬港元，為1989年香港電影票房冠軍。在2005年，獲香港電影金像獎協會票選為「最佳華語片一百部」之一。

## 劇情
在賭壇有「賭神」之稱的高進（周潤發 飾）無人能敵，他在东京接受日本人上山宏次的賭約，與他比試麻將及擲骰子，高進皆為獲勝，高進獲勝之後與上山餐敘。上山宏次的父親因被新加坡賭魔老千陳金城（鮑漢琳 飾）詐賭，憤而自殺，上山請託高進替自己復仇，並安排曾任阮文紹時期南越軍特種部隊上尉的龍五擔任高進的貼身保鑣。高進回到香港後，因在一次賭局中為保護朋友，遭到黑幫首領南哥追殺，雖然龍五及時出現解決敵手，但高進下火車後不小心從山上跌落，被遊手好閒的混混陳刀仔（劉德華 飾）與烏鴉（黃斌 飾）所救。
頭部受到撞擊的高進患上失憶症，智商也退化到與孩童無異，不過依舊保持著喜歡吃德國Feodora巧克力的習慣，所以陳刀仔的女友阿珍（王祖賢 飾）幫他取名為「巧克力」。不認識賭神的陳刀仔發現了他超卓的賭技，便加以利用。在與大口九玩梭哈時，高進憑藉吃巧克力回復過去的賭技，反敗為勝，陳刀仔見到有利可圖，便與阿珍及烏鴉帶著「巧克力」穿梭大小賭場，不斷贏錢，後來更向財務公司老闆花柳成借高利貸想大撈一筆。但「巧克力」與陳刀仔口角，一怒之下故意輸錢，陳刀仔非常惱怒，卻又不忍拋棄他，便安排大家先住進好朋友排骨的時鐘酒店躲債。
高進的堂弟高義（龍方 飾）平日即嫉妒堂哥的風采和錢財，并垂涎堂嫂珍妮（張敏 飾）的美色，他的野心在高進失蹤後顯露出來，他試圖性侵犯珍妮未遂，失手將她推下樓，雖然他倆的對話都被珍妮以隨身聽录下，但高義燒毀录音带，憤而對珍妮姦屍，後来他私下與陳金城勢力結合，企圖取代高進的地位。當陳刀仔帶「巧克力」做腦部檢查時，被花柳成的手下逮著，阿珍意外發現「巧克力」的背影很像「賭神」，於是便讓他假扮「賭神」營救陳刀仔。「巧克力」在花柳成面前展現一番賭技，並和阿珍一同救出陳刀仔。
高義及龍五皆得知高進的位置，於是雙方展開一場搶人大戰，高義打算殺死高進，而陳刀仔亦意外看見高義正用槍指著高進。在激烈的槍戰中，高進受到相當大的驚嚇，當龍五被槍打中的那一刻，強烈的刺激使高進短暫恢復神智清醒過來，他撿起地上的手槍開槍還解救了龍五。但隨後在馬路上被汽車撞擊使他被送進醫院。高進撞傷時，恢復之前的狀態並保留從山坡下受傷後的記憶，但為保護自己的安全及準備向高義還擊，只好裝作忘記陳刀仔等人。
高進履行與上山宏次的承諾與陳金城在公海一戰。而陳刀仔想告訴高進，其實高義是幕後黑手，高進憂心陳刀仔的安危，因此讓陳刀仔上船，卻刻意不與他相認。賭局開始前，高義偷偷地與陳金城密謀合作一同擊敗高進，提供液晶體顯影眼鏡及隱形藥水的策略。此時陳金城也發現了在近500場的撲克牌梭哈賭局中，只要賭神想「偷雞」（bluff）時必定會先摸摸手上的戒指。在這兩大破綻之下，陳金城認為自己有必勝的把握。賭局開始，高進不再是那麼的意氣風發，他連輸幾場把帶來的錢都輸光。在賭上自己身家的最後一局中，高進以四張A獲勝，幫上山宏次出一口氣。
高進表示自己早已猜中陳金城的盤算，因此在最近500次牌局中故意加上摸戒指的動作，藉此誤導陳金城。另外對於高義，高進早就知道他的卑鄙作風，用隱形液晶體顯影眼鏡反將高義一軍，並製造金城在香港海域殺高義的情況（高進在高義手中黏上仿真槍的玩具手槍，令陳金城誤殺高義），其實高進發現一卷沒燒完的錄音帶，早就得知珍妮是被高義所害。依照1982年聯合國海洋法公約第97條，輪船航行於公海時的司法管轄權在船旗國巴拿馬手上，而陳金城又自恃與巴拿馬總統有點交情，本來以為自己可以高枕無憂，但高進早已讓龍五用武力威懾控制駕駛人員，因此輪船未駛出公海，仍在香港領海，最後陳金城被皇家香港警察拘捕，判刑入獄。陳刀仔對於賭神不認得他耿耿於懷，他失望地回到老家在桌上不斷地揣摩洗牌的技巧。高進意外地出現在他面前，並解說當時不相認的原因。最後賭神收陳刀仔為弟子，並帶他去美国拉斯维加斯學習賭術。

## 角色
| 演員          | 角色                                                                           |
| ------------- | ------------------------------------------------------------------------------ |
| 周润发        | 高進（赌神、巧克力）                                                           |
| 劉德華        | 陳刀仔                                                                         |
| 向華強        | 龍五，越南華僑，越南阮文紹時期南越陸軍特种部队第19連上尉，擁有優秀的槍法和武術 |
| 張敏          | Janet，高進妻子                                                                |
| 王祖賢        | 珍，陳刀仔女朋友                                                               |
| 成奎安        | 大口九，非法賭場首領                                                           |
| 吳孟達        | 花柳成，財務公司老闆                                                           |
| 熊欣欣        | 花柳成手下                                                                     |
| 張華          | 花柳成手下                                                                     |
| 葉彩南        | 花柳成手下                                                                     |
| 葉永健        | 花柳成手下                                                                     |
| 龍方          | 高義，高進的堂弟                                                               |
| 黃斌          | 烏鴉，陳刀仔的忠義小弟                                                         |
| 陳立品        | 陳小刀奶奶                                                                     |
| 黃新          | 珍父，客串                                                                     |
| 上官玉        | 珍母，客串                                                                     |
| 鹿村泰祥      | 上山宏次                                                                       |
| 西協美智子    | 菊子                                                                           |
| 楊澤霖        | 南哥，黑幫首領                                                                 |
| 周志鴻        | 南哥手下                                                                       |
| 江浪          | 越南刀手                                                                       |
| 黎強根        | 越南刀手                                                                       |
| 王坤          | 越南刀手/槍手                                                                  |
| 徐寶華        | 越南刀手/槍手                                                                  |
| 劉崇峰        | 越南槍手                                                                       |
| 尹相林        | 越南槍手                                                                       |
| 鮑漢琳        | 陳金城 本片終極大反派 新加坡賭王                                               |
| 周文健        | 美国旧金山賭場經理，客串                                                       |
| 王晶          | 銷魂別墅時鐘酒店嫖客，客串                                                     |
| 陳國新        | 醫生（粵語配音：黃子敬）                                                       |
| 江道海        | 高進與陳金城在公海賭局中的荷官                                                 |
| 楊玉梅        | 南哥別墅服務生，臨時荷官                                                       |
| 羅青浩        | 排骨，銷魂別墅時鐘酒店負責人，小刀在九龍的好朋友                               |
| 陳耀光        | 大岳，高進朋友                                                                 |
| Mansook Ahmed | 住在刀仔祖屋附近山頂的印度裔富商，於《赌侠》中設定變為科威特人                 |
| 楊健惠        | 母親，小巴乘客                                                                 |

## 配樂
本片的主題音樂以西方的铜管乐模仿中樂的嗩吶，產生融合效果。

## 系列電影及影响
本片的成功帶動了第二波賭博片的熱潮：像是周星馳的賭聖。而後許多以搞笑為主的賭片也都以周星馳為主角，周潤發後來也接演了賭神2。（第一波熱潮為八零年代初，同樣是王晶導演的《千王鬥千霸》引領）

### 賭神系列
- 賭神（God of Gamblers，1989年12月14日）

主線：賭神高進對新加坡賭魔陳金城 。
- 賭俠（God of Gamblers II，1990年12月13日）

本片接續著賭神發展，這次劉德華與周星馳合作，而周潤發只在結局客串。
主線：賭俠陳刀仔與賭聖星仔對賭魔陳金城契仔侯塞因（台譯海珊）和特異功能高手「大軍」。
- 賭俠2之上海灘賭聖（God of Gamblers Part III: Back To Shanghai，1991年8月2日）

這部片是賭俠的的續集作品，不過只有部分《賭俠》中的演員參與。
主線：賭聖星仔對（上海灘時代）法國賭神 Pierre Cashon 。
- 賭神2（God of Gamblers Returns，1994年12月15日）

這部片是賭神續集。
主線：賭神高進對仇笑痴（吳興國飾）。
- 賭神3之少年賭神（God of Gamblers 3: The Early Stage，1996年12月14日）

賭神前傳，由黎明飾演高進。屬人物回顧作。
主線：少年賭神高進對師兄高傲（吳鎮宇飾）。

### 延伸作品：
- 賭聖（All for the Winner，1990年8月18日）

周星馳飾演賭聖。
主線：賭聖星仔對香港賭王/洪爺 。
- 賭王（King of Gambler，1990年11月24日）

林威飾演賭王。
- 賭尊（All for the Gamblers，1991年1月24日）

萬梓良飾演賭尊。
- 賭霸（The Top Bet，賭聖延續篇）（1991年3月7日）

賭聖一片衍伸出來的電影，只有幾位賭聖的演員參與演出，周星馳只有一小段的戲份。演員包括梅艷芳及鄭裕玲。（梅艷芳飾演賭聖之姐姐，吳孟達飾演三叔。）
主線：賭霸有喜 ( 鄭裕玲飾 ) 對香港賭王洪光 。
- 賭魔（Devil Gambler，1991年）

邵萱、谷峰主演。
- 賭豪（The Tricky Gambler，1991年10月21日）

特離譜主演
- 賭后 (The Queen of Gamble，1991年4月11日）

鄭裕玲飾演阿蘭（賭后）
- 賭煞（The Mighty Gambler，1992年5月15日）

胡慧中、萬梓良主演。
- 神龍賭聖之旗開得勝（1994年）

梁朝偉、鄭伊健主演。
- 賭聖2之街頭賭聖（Saint of Gamblers，1995年6月28日）

賭聖系列的另一衍生作，只有吳孟達飾演相同角色「三叔」，葛民輝飾演「蒙面賭聖」阿葛(God bless you)。
主線：「蒙面賭聖」阿葛 ( 葛民輝飾 ) 對澳門賭霸雷泰。
- 賭俠1999（The Conman，1998年12月18日）

劉德華、張家輝、朱茵主演。
主線：阿King ( 劉德華飾 ) 對賭場大亨馬交文 。
- 賭俠大戰拉斯維加斯（The Conmen In Vegas，1999年6月25日）

劉德華、陳百祥、萬梓良主演，為《賭俠1999》續集。
- 賭聖3之無名小子（My Name Is Nobody，2000年1月26日）

由張家輝飾演無名，舒淇飾演苦兒。
主線：無名 ( 張家輝飾 ) 對叛徒阿駿 。
- 中華賭俠（Conman in Tokyo，2000年8月31日）

古天樂、林國坤、張家輝、朱茵、倉田保昭主演。
主線:「神、聖、俠」（賭神、賭聖、賭俠）退隱後，新一代賭俠「亞酷」對決亞洲第一「鐵男」與奸鬼師兄「陽光」死戰。
- 賭神之神（Return from the Other World，2002年4月25日）

王傑、陳松伶、李子雄主演。根據馬來西亞賭王鄧天兆的事蹟改編。
- 賭俠2002（The Conman 2002，2002年11月7日）

張家輝、馮德倫、王秀琳主演。
- 賭俠之人定勝天（Fate Fighter，2003年6月4日）

楊恭如和張家輝主演。
- 賭城風雲（From Vegas to Macau，2014年1月30日）

周潤發和謝霆鋒主演。
- 賭城風雲II（From Vegas to Macau Ⅱ，2015年2月19日）

周潤發和張家輝主演。
- 賭城風雲III（From Vegas to Macau Ⅲ，2016年2月6日）

周潤發、張家輝和劉德華主演。
- 別叫我「賭神」（One More Chance，2023年6月29日）

周潤發、袁詠儀主演。
《賭神》的另一衍生作，但故事內容以戒賭為主題。

## 軼事
- 1989年12月至1990年1月，劉德華、成奎安合演的三部電影賭神（劉德華主演、成奎安客串）、愛人同志（劉德華和成奎安主演）、精裝追女仔之3狼之一族（劉德華客串、成奎安主演）各在香港三條院線幾乎同時上映，而當時正值聖誕及新年的檔期。

- 開頭高進被南哥追殺的一幕是在九廣東鐵列車「黄頭」（都城嘉慕列車）取景的，片中因高進按動「緊急煞車掣」被坊間稱為「賭神掣」，後因不少乘客模仿導致列車發生意外，最後鐵路公司只好把「賭神掣」密封。

## 獎項
| 頒獎典禮            | 獎項       | 名單   | 結果 |
| ------------------- | ---------- | ------ | ---- |
| 第9屆香港電影金像獎 | 最佳男主角 | 周潤發 | 提名 |

## 外部連結
- 開眼電影網上《賭神》的資料（繁體中文）
- 豆瓣电影上《賭神》的資料 （简体中文）
- 时光网上《賭神》的資料（简体中文）
- AllMovie上《賭神》的资料（英文）
- 爛番茄上《賭神》的資料（英文）
- 香港影庫上《賭神》的資料（繁體中文）
- 互联网电影数据库（IMDb）上《賭神》的资料（英文）